# Braunaubach
Der Braunaubach (auch Braunau, tschechisch Skřemelice) ist ein rechter Zufluss der Lainsitz in Niederösterreich und Tschechien. Der Braunaubach entwässert in die Moldau und damit in die Nordsee.

## Verlauf
Die Skřemelice entspringt in Mýtinky (Braunschlag) im Naturpark Česká Kanada in Tschechien. Sie hat eine Länge von 42 Kilometer. An ihrem nach Süden führenden Oberlauf wird sie im Teich Lesní rybník (Waldteich) und weiteren kleinen Teichen gestaut. Nach ca. drei Kilometern erreicht der Bach die österreichische Grenze und fließt auf einer Länge ca. zwei Kilometern bei Hirschenschlag am westlichen Fuße des Starohuťský vrch (Gaisberg, 704 m) als Grenzbach.
Der weitere Lauf führt durch Reingers, Leopoldsdorf, Groß-Radischen und Eisgarn. Danach nimmt der Braunaubach südsüdwestliche Richtung und fließt über Eberweis, Altmanns, Amaliendorf-Aalfang, Langegg, Kollersdorf, Schrems, Niederschrems und Hoheneich nach Gmünd, wo er knapp nach dem Malerwinkel in die Lainsitz mündet.

## Zuflüsse
- Romaubach (l), in Aalfang (Mündung)
- Schwarzabach (l) bei Kleedorf (Mündung)
- Elexenbach (l) bei Hoheneich (Mündung)